# Synavea apicemaculata
Synavea apicemaculata är en insektsart som först beskrevs av Synave 1971.  Synavea apicemaculata ingår i släktet Synavea och familjen Derbidae. Inga underarter finns listade i Catalogue of Life.